# 우치노 고타로
우치노 고타로(일본어: 内野 航太郎, 2004년 6월 19일~)는 일본의 축구 선수이다.

## 구단 경력
2025년 브뢴뷔 IF에 입단하였다.

## 국가대표팀 경력
그는 2022년 아시안 게임에 참가할 일본 U-23 국가대표팀에 발탁되었으며, 준우승에 기여했다. 2024년 AFC U-23 아시안컵에도 출전, 우승에 기여했다.